# 유대인 유머

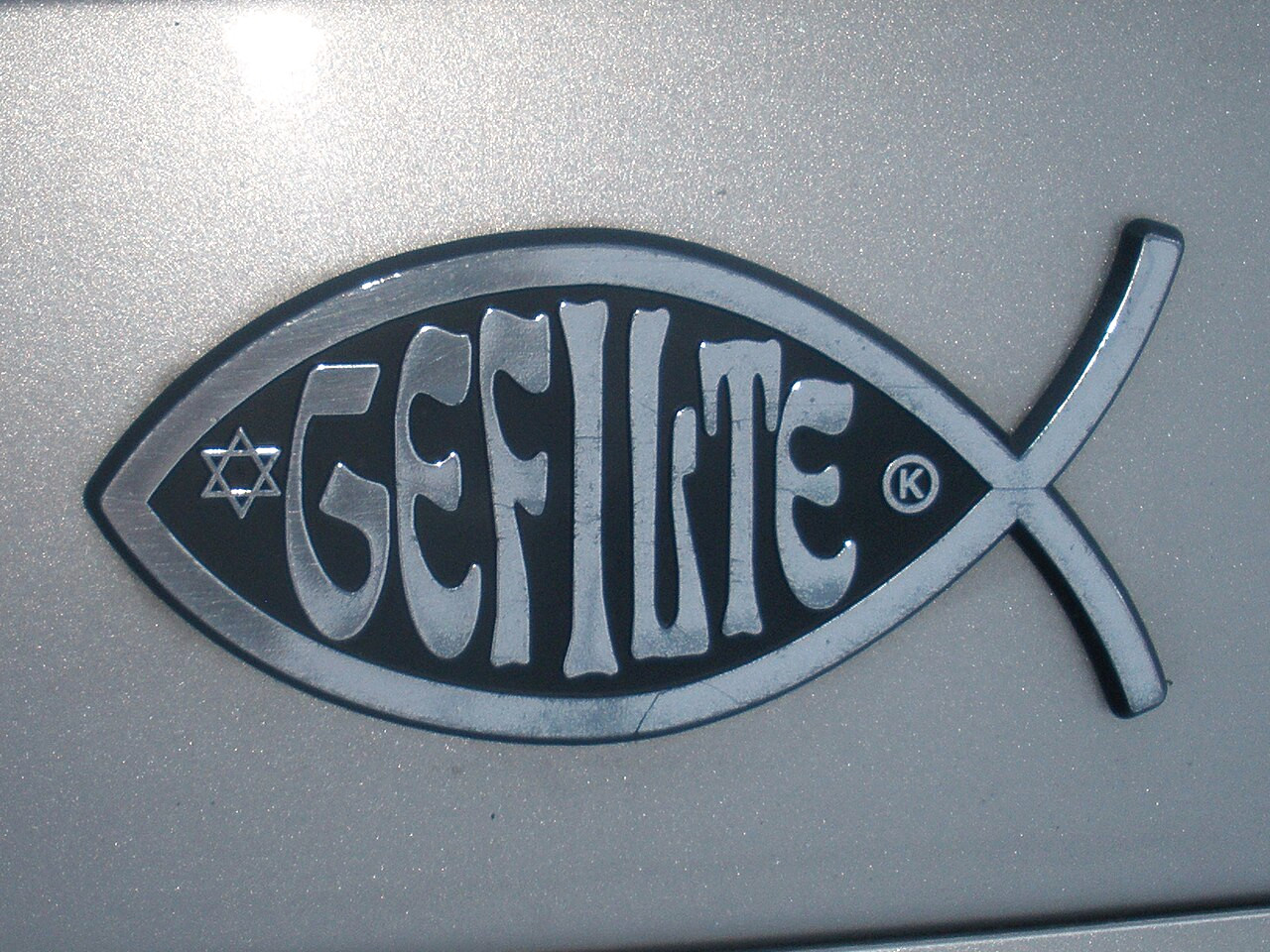
자동차 위의 게필테 피슈. 피리(fish) 심볼의 패러디.

유대인 유머(Jewish humour)는 세계의 유대인과 자신의 유머이다.
유대교의 유머 전통은 고대 중동의 토라와 미드라시로 거슬러 올라가지만, 일반적으로 지난 100년 동안 미국에 뿌리를 내린 아슈케나지 유대인의 언어적 유머와 종종 일화적인 유머를 말한다. 세속적 유대 문화를 포함하여. 초기 형태의 유럽 유대인 유머는 신성 로마 제국의 유대인 공동체에서 발전했으며, 신학적 풍자는 기독교화에 은밀하게 반대하는 전통적인 방식이 되었다.
현대 유태인 유머는 19세기에 독일어를 사용하는 하스칼라(유대 계몽주의) 유대인들 사이에서 등장했고, 러시아 제국의 슈테틀에서 성숙했으며, 그 후 20세기 미국에서 번성하여 동유럽에서 이주한 수백만 명의 유대인들과 함께 도착했다.
보드빌에서 시작하여 라디오, 스탠드업, 영화 및 텔레비전을 통해 계속해서 미국, 영국, 독일 및 러시아 코미디언의 비율이 불균형하게 높다. 1978년 타임은 전문 미국 만화가의 80%가 유대인이라고 추정했다.
유태인의 유머는 다양하지만 대부분 말장난, 아이러니, 풍자를 선호하는 반면 주제는 매우 반권위적이고 종교 생활과 세속 생활을 비슷하게 조롱한다. 지그문트 프로이트는 유태인 유머가 주로 "타인"이 아닌 단체(유대인)를 조롱하는 데서 유래한다는 점에서 독특하다고 생각했다. 그러나 단순히 자기비하라기보다 자기칭찬의 요소도 내포하고 있다.